# Palandöken
Palandöken (prononcé [pɑɫɑndœkɛn]) est un district (ilçe) de la province d'Erzurum en Turquie.

## Quartiers
- Çeperli

S'y trouve également la station de Mont Palandöken, ainsi qu'un observatoire astronomique, l'observatoire d'Anatolie orientale.